# 5시의 음악산책
조현정의 5시의 음악산책은 TBN 경인교통방송(인천, 경기 FM 100.5㎒, 서해5도 FM 105.5㎒)에서 평일 오후 5시부터 5시 52분까지 방송했던 인천, 경기 지역의 라디오 음악 종영 프로그램이다. 2021년 4월 9일 자로 1년만에 폐지되었다.

## 방송내용안내
- 5시 음악산책! 문득 음악이 듣고 싶은 날, 음악으로 함께 수다떨며 에너지를 충전합니다.